# Cerotainia aurata
Cerotainia aurata är en tvåvingeart som beskrevs av Ignaz Rudolph Schiner 1868. Cerotainia aurata ingår i släktet Cerotainia och familjen rovflugor.
Artens utbredningsområde är Colombia. Inga underarter finns listade i Catalogue of Life.